# Oberleitungsbus Pirmasens
| Streckenlänge: | 6,7 km |                     |                     |
| |        |                     |                     |
| \| \| \| Sommerwald-Siedlung \| \| \| \| Wasserturm \| \| \| \| Hauptbahnhof \| \| \| \| Exerzierplatz \| \| \| \| Krankenhaus \| \| \| \| Stadtbad \| |        |                     |                     |
| U-Bahn-Kopfbahnhof Streckenanfang (Strecke außer Betrieb)                                                                                              |        | Sommerwald-Siedlung | Sommerwald-Siedlung |
| U-Bahn-Haltepunkt / Haltestelle (Strecke außer Betrieb)                                                                                                |        | Wasserturm          | Wasserturm          |
| U-Bahn-Kopfbahnhof Streckenanfang und quer (Strecke außer Betrieb) · U-Bahn-Abzweig geradeaus und von rechts (Strecke außer Betrieb)                   |        | Hauptbahnhof        | Hauptbahnhof        |
| U-Bahn-Haltepunkt / Haltestelle (Strecke außer Betrieb)                                                                                                |        | Exerzierplatz       | Exerzierplatz       |
| U-Bahn-Haltepunkt / Haltestelle (Strecke außer Betrieb)                                                                                                |        | Krankenhaus         | Krankenhaus         |
| U-Bahn-Kopfbahnhof Streckenende (Strecke außer Betrieb)                                                                                                |        | Stadtbad            | Stadtbad            |

Der Oberleitungsbus Pirmasens war das Oberleitungsbus-System der rheinland-pfälzischen Stadt Pirmasens. Der Pirmasenser Oberleitungsbus bestand von 1941 bis 1967 und löste die zwischen 1905 und 1943 verkehrende Straßenbahn Pirmasens ab. Beide Verkehrsmittel wurden von den Stadtwerken Pirmasens betrieben, der Oberleitungsbus wurde nach seiner Stilllegung seinerseits durch Omnibusse ersetzt. Heute zuständiges Verkehrsunternehmen ist die Stadtwerke Pirmasens Verkehr GmbH.

## Geschichte
Die beengte Verkehrssituation in der Pirmasenser Innenstadt sowie der Wunsch auch die Außenbezirke im bergigen Gelände zu erschließen, führten zur Abkehr von der Straßenbahn. Angeregt durch den Obusbetrieb im nahen Idar-Oberstein entschieden sich die Verantwortlichen deshalb auch in Pirmasens für die Einführung des neuen Verkehrsmittels.
Der Beginn des Zweiten Weltkriegs, der zur ersten Räumung der Stadt führte, verzögerte jedoch zunächst die Eröffnung des Oberleitungsbusses. Erst am 25. November 1941 konnte der Obusbetrieb vom Wasserturm im Norden der Stadt über den Exerzierplatz zum Stadtbad aufgenommen werden. Das Bad, heute Pirmasenser Luft- und Badepark genannt, lag ein kurzes Stück jenseits des Krankenhauses. Diese 3,4 Kilometer lange Strecke wurde am 1. April 1943 in nördlicher Richtung vom Wasserturm bis zur Sommerwald-Siedlung verlängert. Dorthin war schon seit dem 21. März 1939 eine Omnibuslinie eingesetzt worden.
Ab dem 5. Juli 1943, zwei Tage nach der endgültigen Einstellung der Straßenbahn, verkehrten schließlich auch zwischen Hauptbahnhof und Exerzierplatz Oberleitungsbusse. Die Linie 1 bediente fortan als Durchmesserlinie die Strecke Hauptbahnhof–Stadtbad, die Linie 2 führte als Radiallinie vom Exerzierplatz zur Sommerwald-Siedlung. Der Luftangriff am 9. August 1944, der Fahrzeuge und Fahrleitung schwer beschädigte, sowie das Herannahen der Front verursachten schließlich kurz nach Eröffnung eine mehrjährige Unterbrechung des Obusbetriebs.
Erst ab dem 8. Oktober 1948 konnte die Linie 1 wieder in Betrieb genommen werden, 1949 folgte auch die Wiedereröffnung der Linie 2. Damit hatte das Netz wieder seine maximale Ausdehnung von 6,7 Kilometern erreicht. Die Linie 2 wurde schließlich 1964 auf Dieselbusbetrieb umgestellt, auf der Linie 1 dauerte der elektrische Betrieb noch bis zum 12. Oktober 1967 an.

## Fahrzeuge
Beim Oberleitungsbus Pirmasens waren folgende acht Fahrzeuge im Einsatz:
| Nummern     | Hersteller           | Elektrik | Betriebszeit  | Anmerkungen               |
| ----------- | -------------------- | -------- | ------------- | ------------------------- |
| 3 / I / 1   | Büssing / Wismar     | AEG      | 1941 bis 1964 |                           |
| 4 / II / 2  | Büssing / Wismar     | AEG      | 1941 bis 1964 |                           |
| 5 / III / 3 | Büssing / Wismar     | BBC      | 1941 bis 1964 |                           |
| 4 / IV      | Fiat                 | CGE      | 1944 bis 1950 | ehemals Livorno Nummer 24 |
| V / 5       | MAN                  | BBC      | 1949 bis 1965 |                           |
| VI / 6      | MAN                  | BBC      | 1950 bis 1966 |                           |
| 7           | Daimler-Benz         | Kiepe    | 1953 bis 1967 | Typ O 6600 T              |
| 8           | Henschel / Uerdingen | Kiepe    | 1956 bis 1967 | Typ ÜHIIIs                |